# Scatophila adamsi
Scatophila adamsi är en tvåvingeart som beskrevs av Cresson 1935. Scatophila adamsi ingår i släktet Scatophila och familjen vattenflugor. Inga underarter finns listade i Catalogue of Life.